# Jiří Řehák
Jiří Řehák (* 8. listopadu 1967 Chomutov) je český středoškolský učitel a politik, od roku 2016 předseda hnutí JsmePRO! Kraj 2016 (JsmePRO!), v letech 2012 až 2016 a opět v letech 2020 až 2024 zastupitel a náměstek hejtmana Ústeckého kraje, v letech 2010 až 2019 zastupitel města Teplice.

## Život
Po absolvování Gymnázia Bílina (maturoval v roce 1986) vystudoval Pedagogickou fakultu Univerzity Jana Evangelisty Purkyně v Ústí nad Labem (promoval v roce 1993 a získal titul Mgr.).
Od roku 1994 pracuje jako učitel na Gymnáziu Teplice, kde učí dějepis a základy společenských věd. Většinu jeho aprobačních hodin tvoří volitelné semináře, konkrétně ekonomie, politologie, regionální dějiny, dějiny práva a religionistika. Na gymnáziu v Teplicích vytvořil ve spolupráci s organizací Scio podmínky pro výuku nového předmětu Informační gramotnost a sám jej několik let vyučoval. Je uváděn i jako vysokoškolský učitel.
V roce 2020 získal prestižní ocenění – Cenu Vladimíra Jochmana pro učitele za projekt Výchova k altruismu. Uspořádal už více než stovku přednášek zejména o Balkánu a o regionální historii 20. století, hlavně o česko-německých vztazích v regionu bývalých Sudet.
Podílí se na mnoha kulturních a společenských aktivitách, a to jak v Teplicích, tak v Tisé u Děčínských stěn, která je nyní jeho druhým domovem. Kromě toho se podílí na organizaci Festivalu Banát a dlouhodobě koordinuje pomoc krajanům v rumunském a srbském Banátu.
V listopadu 2021 spolu s přáteli (horolezec Gerhard Tschunko a starosta obce Tisá Tomáš Kratochvíl), vydal kroniku obce Tisá do roku 1943 v původním německém jazyce i v českém překladu. Jiří Řehák byl redaktorem kroniky, Gerhard Tschunko ji přeložil a Tomáš Kratochvíl koordinoval ekonomické záležitosti.
V roce 2020 převzal za Ústecký kraj záštitu nad vlastivědným časopisem Krušnohorské noviny.
Žije střídavě v Teplicích a v obci Tisá.

## Politické působení
Do politiky vstoupil, když byl v komunálních volbách v roce 2010 zvolen jako nestraník za TOP 09 zastupitelem města Teplice (na kandidátce byl původně na 4. místě, ale vlivem preferenčních hlasů se posunul na druhé místo, strana přitom získala tři mandáty). Mandát městského zastupitele obhájil ve volbách v roce 2014, když kandidoval jako nezávislý za subjekt Volba PRO! Teplice (tj. nezávislí kandidáti, SZ a KDU-ČSL), tentokrát se díky preferenčním hlasům posunul ze třetího místa na první. Působil jako člen Výboru pro dotace a dopravu. Ve volbách v roce 2018 mandát zastupitele města obhájil, když kandidoval jako člen hnutí JsmePRO! za subjekt „VOLBA PRO! TEPLICE“ (tj. KDU-ČSL, Zelení, hnutí JsmePRO!, TOP 09 a nezávislí kandidáti). Kvůli špatným mezilidským vztahům v zastupitelstvu však oznámil v dubnu 2019, že hodlá na mandát rezignoval, což v červnu 2019 také učinil.
V krajských volbách v roce 2012 byl zvolen zastupitelem Ústeckého kraje. Kandidoval jako nestraník za SZ za subjekt Hnutí PRO! kraj (tj. SZ, HNHRM a KDU-ČSL). Působil jako člen Výboru pro výchovu, vzdělávání a zaměstnanost a předseda klubu zastupitelů za Hnutí PRO! kraj. V dubnu 2016 se stal předsedou nově založeného hnutí Nezávislá iniciativa mladých, které se následně přejmenovalo na JsmePRO! Kraj 2016. a dnes existuje pod jménem JsmePRO! Ve volbách v roce 2016 mandát krajského zastupitele za toto hnutí obhajoval, a to v rámci subjektu „JsmePRO! Kraj 2016“ (tj. JsmePRO!, KDU-ČSL a HNHRM), ale neuspěl.
Ve volbách do Senátu PČR v roce 2012 kandidoval v obvodu č. 32 – Teplice jako nestraník za B10.cz, zároveň byl i kandidátem SZ a HNHRM. Získal 11,22 % hlasů, skončil na 4. místě a do druhého kola již nepostoupil.
V krajských volbách v roce 2020 byl lídrem kandidátky s názvem „Spojenci pro kraj“, kterou vytvořily hnutí JsmePRO!, Zelení, TOP 09 a SNK ED a která kandidovala do Zastupitelstva Ústeckého kraje. Mandát krajského zastupitele se mu podařilo získat. Dne 16. listopadu 2020 se navíc stal náměstkem hejtmana Ústeckého kraje s gescí pro kulturu a památkovou péči, navíc i pro cestovní ruch.
Jiří Řehák byl důležitým iniciátorem znovuobnovení provozu na tzv. Kozí dráze (Železniční trať Děčín – Oldřichov u Duchcova). Ve spolupráci s ostatními radními Ústeckého kraje požádal Správu železnic o zprovoznění trati. Správa železnic byla schopna zprovoznit trať v úseku Děčín hlavní nádraží – Telnice. Od jara 2022 byl provoz obnoven  a Ústecký kraj požádal v srpnu 2022 o zprovoznění zbytku tratě. Zprovoznění celé tratě by mělo navázat na případný odkup nádraží Louka u Litvínova Ústeckým krajem a plánované znovupropojení Moldavské horské dráhy se stávající tratí na německé straně z Freibergu do Holzhau. Tím by se vytvořil turistický produkt, který by pomohl oživení této části Krušnohoří, navíc formou ekologické udržitelné turistiky.
V krajských volbách v roce 2024 kandidoval do Zastupitelstva Ústeckého kraje z 2. místa kandidátky koalice „Spojenci pro kraj“ (tj. JsmePRO!, TOP 09, Zelení a SNK ED), ale nebyl zvolen.
Ve volbách do Senátu PČR v roce 2024 kandidoval jako člen hnutí JsmePRO! za hnutí SEN 21 v obvodu č. 32 – Teplice. Podpořili jej také Piráti, Zelení a LES. Se ziskem 20,77 % hlasů skončil na 3. místě, a senátorem se tak nestal.